# GlobeCore GmbH
GlobeCore — німецька компанія, яка спеціалізується на виробництві промислового обладнання для виготовлення бітумних емульсій, модифікованих бітумів, регенерації та очищення мінеральних олив, виробництва біодизеля. Розташована в м. Полтава, Україна.

## Про компанію
GlobeCore має філії в США, ОАЕ, ПАР та Україні. Підтримка клієнтів здійснюється сімнадцятьма дилерськими представництвами по всьому світу.

## Продукція
Компанія GlobeCore випускає:
- мобільні станції фільтрації, сушки, дегазації, регенерації олив та інших нафтопродуктів[7][8][9];
- бітумно-емульсійні установки;
- установки для модифікації бітумів полімерами[10];
- біодизельні установки[11];
- установки компаундування бензинів[12];
- апарати з вихровим шаром феромагнітних елементів[13][14];
- лабораторне обладнання та ін.

## Споживачі продукції
Споживачами продукції і послуг компанії GlobeCore є підприємства різних галузей:
- електроенергетика;
- дорожнє будівництво;
- цивільне будівництво;
- хімічна промисловість;
- нафтова промисловість.